# جواو بيدرو بيو
جواو بيدرو بيو هو لاعب كرة قدم برازيلي، ولد في 27 مارس 1996 في بيلو هوريزونتي في البرازيل. لعب مع Minas Tênis Clube (futsal) ‏.